# Elegia fistulosa
Elegia fistulosa là một loài thực vật có hoa trong họ Restionaceae. Loài này được Kunth mô tả khoa học đầu tiên năm 1841.

## Hình ảnh

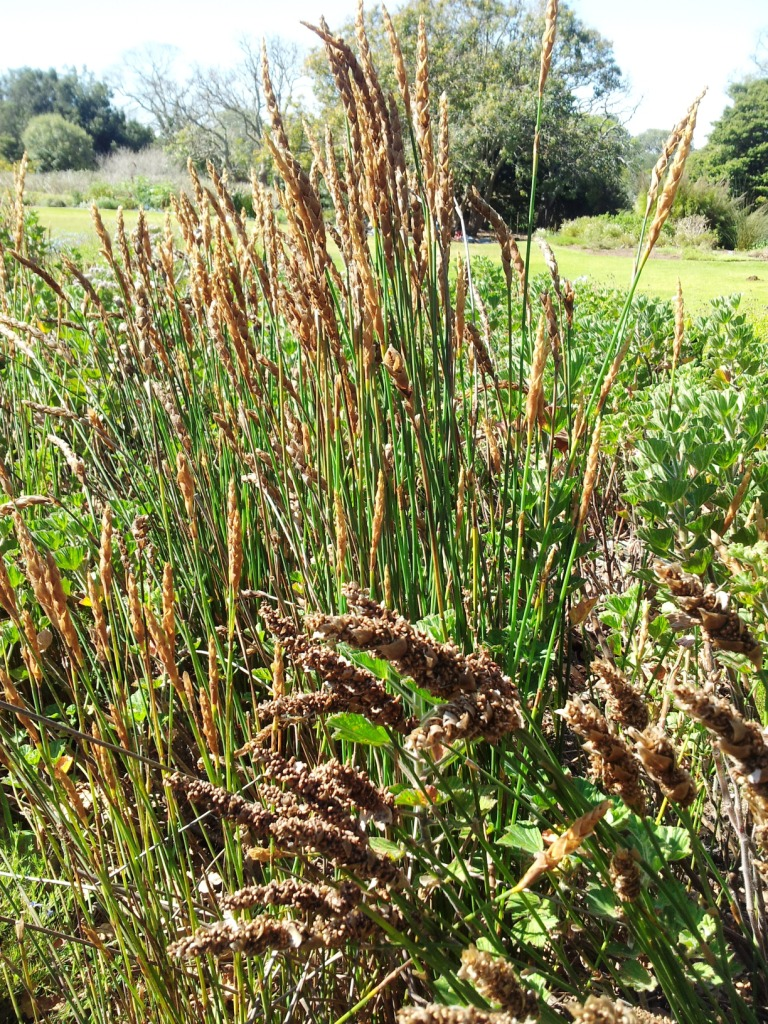
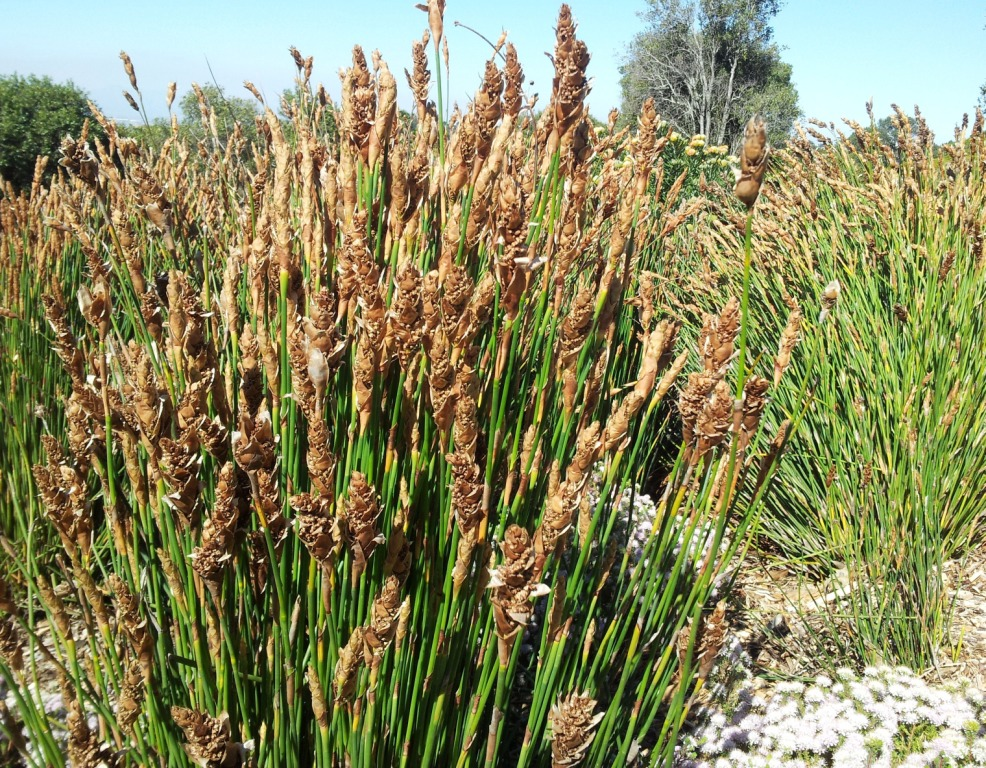
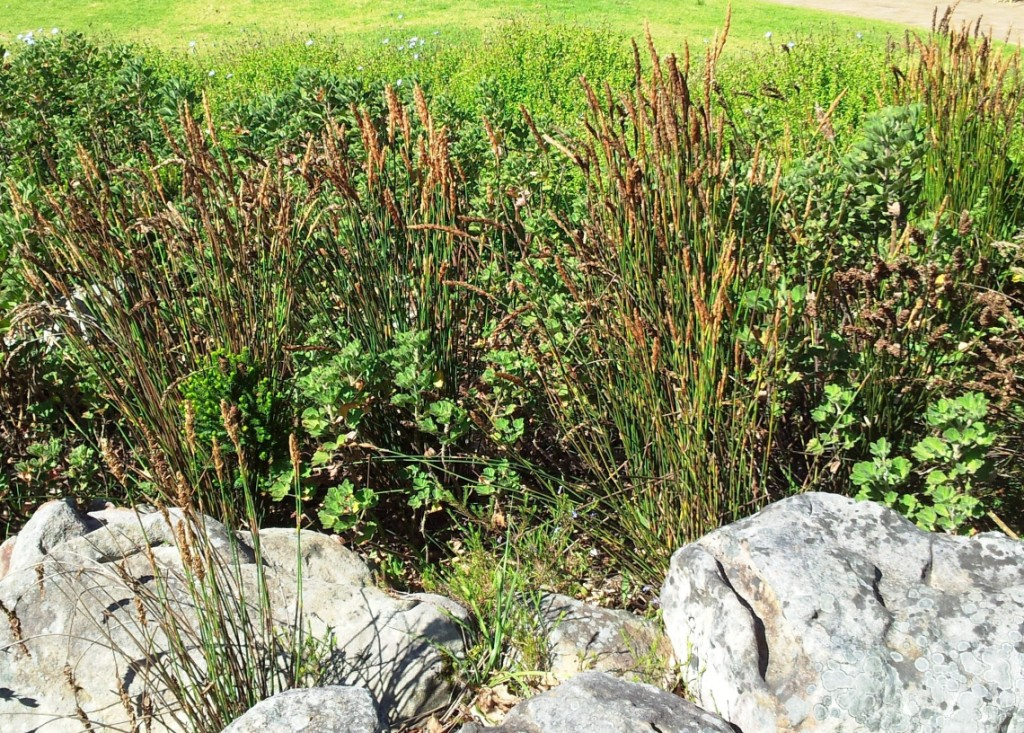
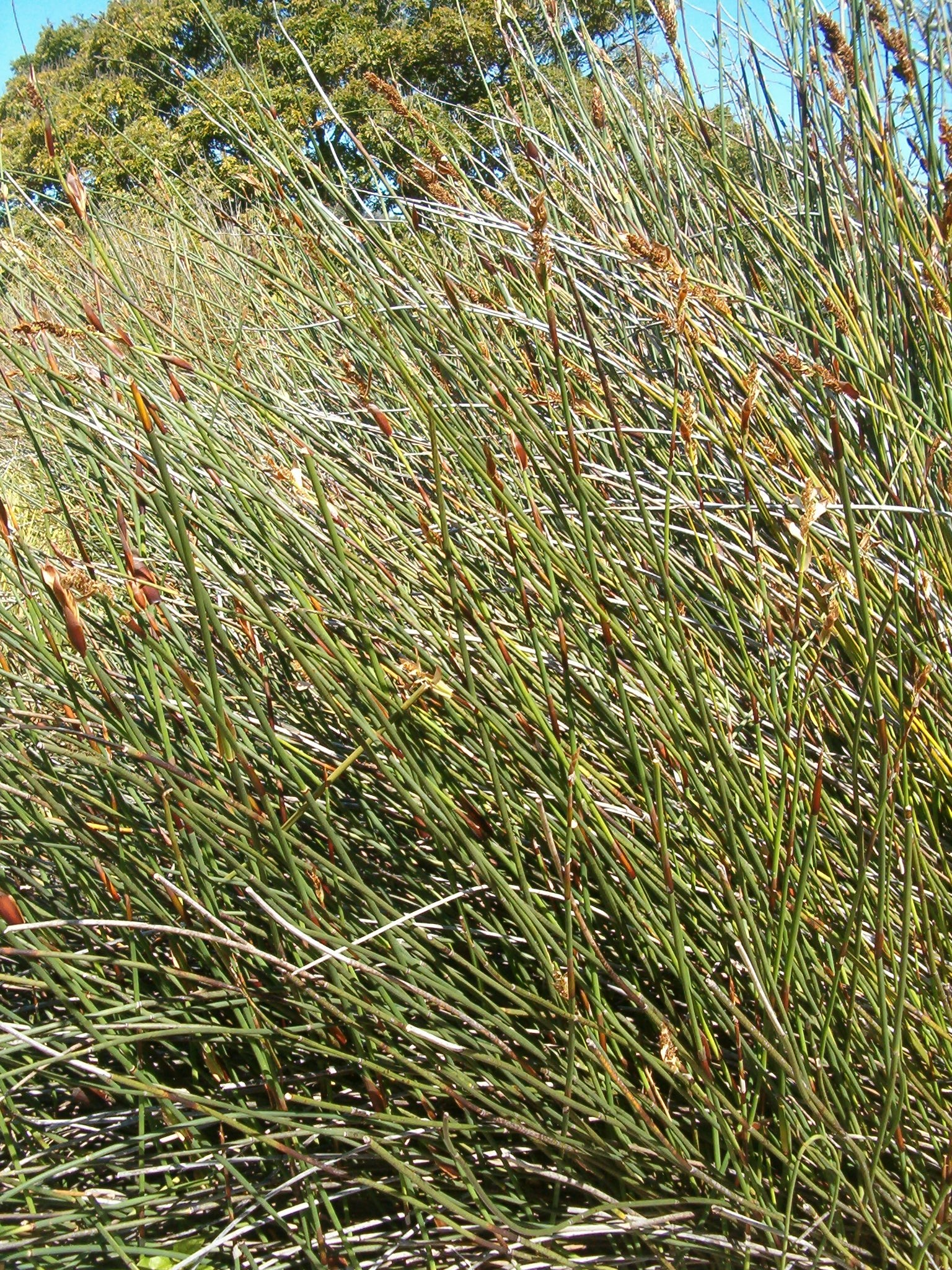